# Hans-Christian Petersen (Maler)
Hans-Christian Petersen (* 16. September 1947 in Elmshorn) ist ein deutscher Maler, Grafiker und Objektkünstler.

## Leben
Hans-Christian Petersen wuchs in Elmshorn auf. 1965 schloss er eine Ausbildung als Einzelhandelskaufmann ab und begann ein Privatstudium bei seinem Vater, dem Künstler Wilhelm Petersen, der zur NS-Künstlerprominenz gehört hatte. 1993 gab er zusammen mit Uwe Christiansen und Alain de Benoist die Biografie seines Vaters im rechtsextremen Grabert-Verlag heraus.
1968 stellte Hans-Christian Petersen erstmals eigene Arbeiten aus. 1970 begann er ein Studium der Kunst und Kunstgeschichte an der Ausländeruniversität Florenz. 1971 folgten Ausstellungen in Elmshorn und Esens, Ostfriesland. Ab 1974 war Hans-Christian Petersen freiberuflich als Maler, Grafiker und Galerist in Esens tätig. Seit 1985 arbeitet er in seinen eigenen Galerie- und Atelierräumen in Esens. Schwerpunkt seiner Arbeit ist die Landschaftsmalerei; daneben arbeitet er an experimentellen Projekten, darunter die Reihen „Cosmic“ und „Treasure Islands“, außerdem als Grafiker/Illustrator. Als Bildhauer hat er mehrere Gemeinschaftsprojekte mit seinem Bruder Anders Petersen umgesetzt („Petersen & Petersen“). Hans-Christian Petersen ist Gründungsmitglied des „Ostfriesischen Kunstkreises“ und Mitglied der VG Bild. Er ist verheiratet und lebt in Esens.

## Werke (Auswahl)

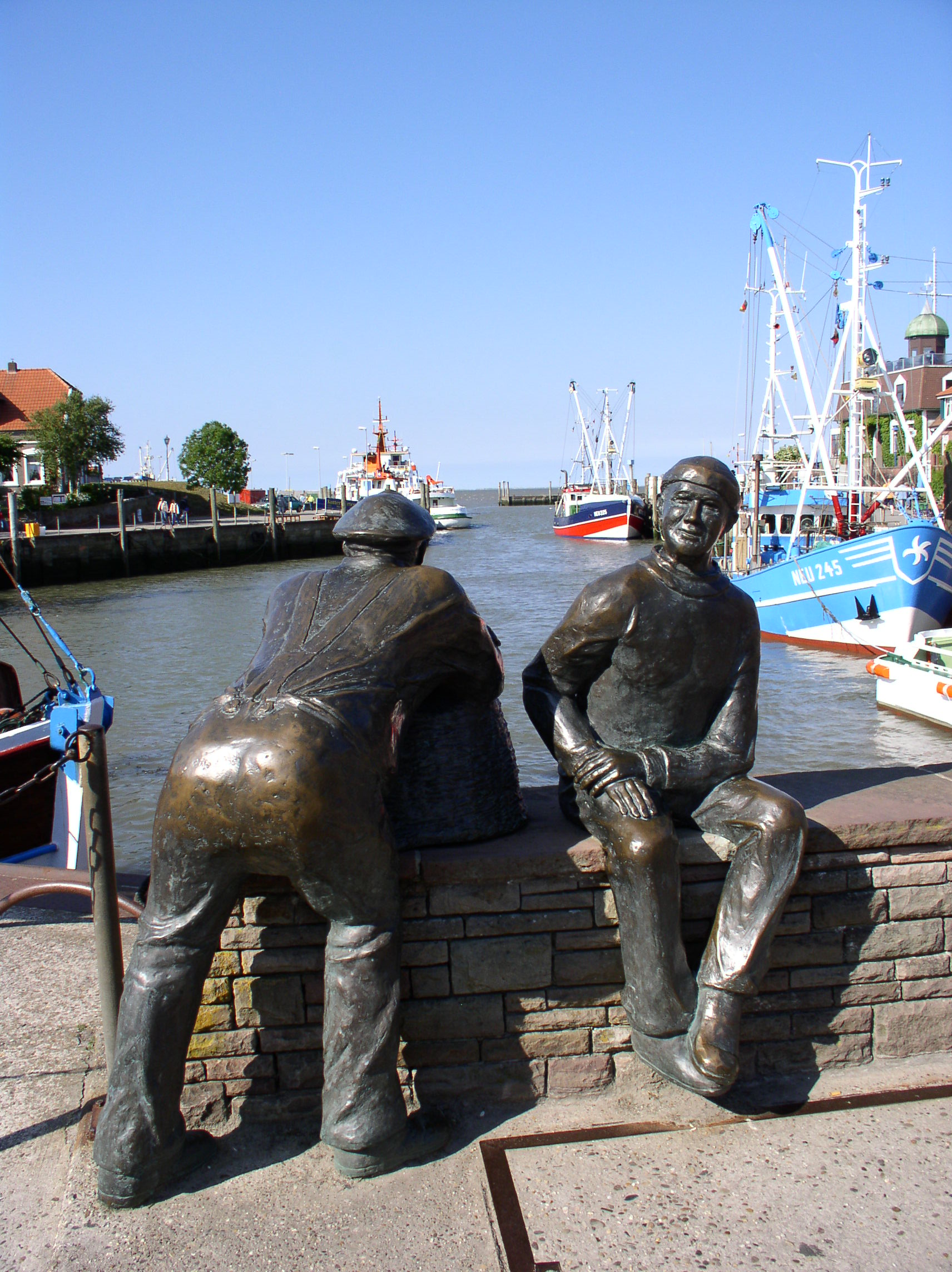
Alt- und Jungfischer

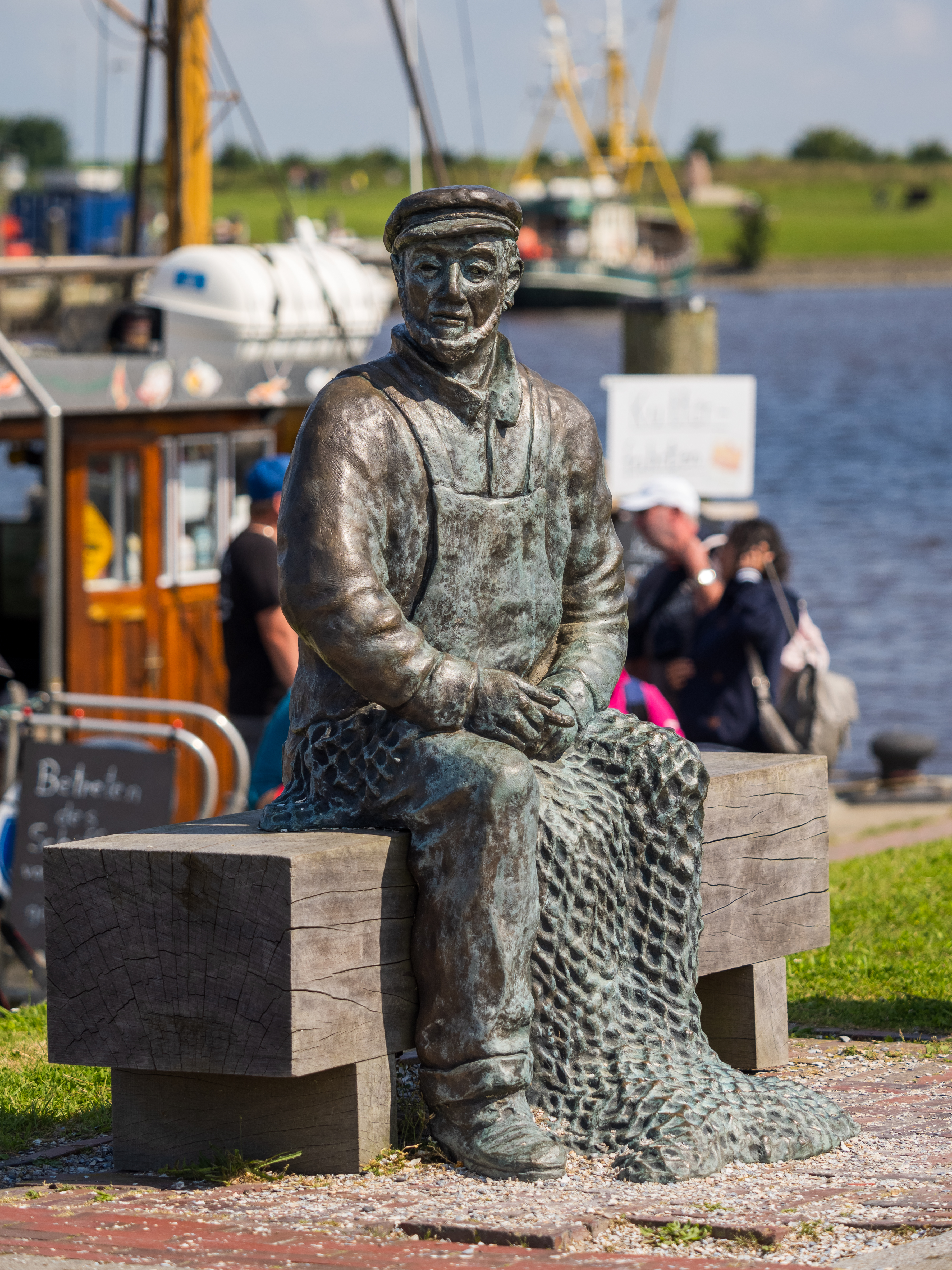
"Der Netzflicker" in Greetsiel

- seit 1974 Gemälde, Aquarelle und Radierungen mit Landschaftsmotiven, vor allem von der Nordseeküste und den Ostfriesischen Inseln
- 1983: Erstellung von zwei Tafelobjekten für die Künstlersozialkasse in Wilhelmshaven
- 2000: Einweihung der Bronzeskulpturen „Alt- und Jungfischer“ in Neuharlingersiel, die er zusammen mit Anders Petersen entworfen hatte
- 2004: Einweihung der Bronzeskulptur „Caroline / Cliner Wind“ in Carolinensiel und der Stele „Batavia“ in Reichenau/Bodensee (mit Anders Petersen)
- 2006: Einweihung der Bronzeskulpturen „Koyer“ in Cäciliengroden und „Jan van’t Moor“ in Eversmeer (mit Anders Petersen)
- 2009: Einweihung der Holz/Stahl-Skulptur „Möwen auf Dukdalben“ in Neuharlingersiel (mit Anders Petersen)
- 2010: Illustration des Märchens „Käpt’n Jokas auf den Inseln in der Ruhe hinter dem Sturm“ von Axel Schlote
- 2011: Einweihung der Edelstahl-Skulptur „Signalgast“ in Neuharlingersiel (mit Anders Petersen)
- 2013: Einweihung der Edelstahl-Skulptur „Navigation“ in Carolinensiel (mit Anders Petersen)
- 2017: Einweihung der Bronzeskulptur „Delftspucker Hinni“ in Emden
- 2018: Einweihung des Bronze-Stadtreliefs vom alten Tide- und Torfhafen in Norden
- 2018: Einweihung der Bronzeskulptur „Delftspucker Jan & Joke“ in Emden
- 2020: Einweihung der Bronzeskulptur „Netzflicker“ in Greetsiel

## Ausstellungen (Auswahl)
- 2002: Ausstellung „Küstenlandschaften“ im Rathaus der Stadt Norden
- 2002: Gestaltung von 20 Bären für die „Bären-Aktion“ zur 475-Jahr-Feier der Stadt Esens
- 2004: Ausstellung „Nordseestrand und Küstenland“ im Sielhafenmuseum Carolinensiel
- 2006: Ausstellungen „Cosmic“ im Strandportal, Bensersiel und in Jever
- 2007: Ausstellung „Treasure Islands“ im Strandportal, Bensersiel
- 2007: Ausstellung „Drei Petersen – Drei Sichtweisen“ im Kunstverein Elmshorn
- 2008: Ausstellung „Küsten- und Wattenmeer-Impressionen“ in Westrhauderfehn
- 2009: Ausstellung „Aquarell-Landschaften“ im Atelier Anders Petersen, Elmshorn
- 2009: Ausstellung „Cosmic – Blick ins Ungewisse“ im Künstlerhaus „Palette“ in Wittmund
- 2010: Mitarbeit an der Ausstellung „Mecki – 60 Jahre Comicabenteuer“ für das Wilhelm-Busch-Museum Hannover
- 2011: Ausstellung „Mecki, Donald Duck und Co.“ – Comic-Zeichnungen aus der Sammlung Petersen & Petersen im Torhaus des Kunstvereins Elmshorn
- 2013: Ausstellung „Motive links und rechts vom Deich“ im „Haus des Gastes“ in Horumersiel
- 2013: Ausstellung zum Projekt „4 Künstler – 4 Experimente“ mit Arbeiten aus dem Bilderzyklus „Cosmic“ in der GSG-Galerie, Oldenburg
- 2013: Ausstellung „Küsten-Impressionen“ im Strandportal der Kurverwaltung Bensersiel
- seit 2014: jährlich wechselnde Ausstellungen in der eigenen Galerie in Esens, in Neuharlingersiel und in Wittmund